# Liza Lehmann
Pour les articles homonymes, voir Lehmann.
Liza Lehmann, née le 11 juillet 1862 et morte le 19 septembre 1918, est une chanteuse soprano et une compositrice anglaise.

## Biographie
Liza Lehmann, née à Londres le 11 juillet 1862 est la fille de l'artiste Rudolf Lehmann (en). Elle a étudié le chant avec Alberto Randegger et Hamish MacCunn, faisant ses débuts en 1885, et est devenu extrêmement populaire en tant que récitaliste. En 1894, elle épouse Herbert Bedford, le compositeur, et se retire de la scène, se consacrant principalement à la composition. Ses œuvres les plus populaires sont les cycles de In a Persian Garden (1896, les mots du Rubaiyat d'Omar Khayyam) et The Daisy Chain (1900), et diverses chansons shakespeariennes, alors qu'elle produisait aussi un opéra léger, The Vicar of Wakefield (1907) ); La musique pour l'opérette Sergent Brue (1904) et l'opéra Everyman (1915). Liza Lehmann était reconnue comme professeure de chant. Elle est décédée à Hatch End, Pinner, le 19 septembre 1918.